# بادام‌کایا (یوسف‌علی)
بادام‌کایا (به ترکی استانبولی: Bademkaya) یک منطقهٔ مسکونی در ترکیه است که در یوسف‌علی واقع شده‌است. بادام‌کایا ۱۰۰ نفر جمعیت دارد.